# Chlenias basichorda
Chlenias basichorda là một loài bướm đêm trong họ Geometridae.